# Hans Hellmuth Ruete
Hans Hellmuth Ruete (* 21. Dezember 1914 in Petrograd; † 19. Juni 1987 in Bonn) war ein deutscher Botschafter.

## Leben
Ruete war der Sohn eines Dermatologen und wuchs in Marburg auf. Dort begann er das Studium der Rechtswissenschaft an der Philipps-Universität Marburg, das er in Kiel, Lausanne und Tokio fortsetzte. Er promovierte 1940 mit einer Arbeit zum Thema Der Einfluss des abendländischen Rechtes auf die Rechtsgestaltung in Japan und China. Rechtsvergleichende Untersuchungen zur gesamten Strafrechtswissenschaft.
1950 wurde Ruete Beamter im Justizdienst der Bundesrepublik Deutschland und 1952 Legationsrat im Auswärtigen Dienst. Er war an der Botschaft in Tokio und dem Generalkonsulat in Kalkutta akkreditiert. 1966 wurde er im Auswärtigen Amt Leiter der Abteilung Osteuropa. Anfang 1967 flog der Ministerialdirektor nach Bukarest, um den Außenminister von Rumänien Corneliu Mănescu nach Bonn zur Aufnahme diplomatischer Beziehungen auf Botschaftsniveau einzuladen. Im Januar 1968 leitete Ruete eine Delegation, welche in Paris mit Vertreter der Regierung von Jugoslawiens verhandelte.
Zwischen 1970 und 1972 war er als Botschafter in Paris tätig, ab 1973 der erste ernannte Botschafter der Bundesrepublik Deutschland in Warschau seit dem Überfall im Jahr 1939 und von 1977 bis zu seiner Pensionierung 1980 Botschafter in London.